# Anchise Brizzi
Anchise Brizzi (Poppi, 5 ottobre 1887 – Roma, 29 febbraio 1964) è stato un direttore della fotografia italiano.

## Biografia
Ha lavorato in 108 pellicole dal 1914 al 1963 ed ha vinto il riconoscimento per la migliore fotografia al Festival di Locarno nel 1948 per il suo lavoro nel film La certosa di Parma, condiviso con G. R. Aldo e Nicolas Hayer.
Fra gli altri film a cui ha lavorato si possono citare Sciuscià (1946) di Vittorio De Sica, Otello (1952) di Orson Welles e Buongiorno elefante! - Sabù, principe ladro (1952) di Gianni Franciolini.

## Filmografia
- La madre folle, regia di Oreste Mentasti (1913)
- La serenata della morte, regia di Oreste Mentasti (1913)
- Gli uomini neri, regia di Eugenio Testa (1914)
- Il falco e l'allodola, regia di Oreste Mentasti (1914)
- Il mistero della casa dirimpetto, (1914), anche regia
- Per la sua felicità, regia di Eugenio Testa (1914)
- Passione tzigana, regia di Umberto Paradisi (1916)
- Le campane di San Lucio, regia di Guido Brignone (1921)
- Maciste e il nipote d'America, regia di Guido Brignone (1923)
- La taverna verde, regia di Luciano Doria (1924)
- Maciste contro lo sceicco, regia di Mario Camerini (1925)
- Maciste nella gabbia dei leoni, regia di Guido Brignone (1926)
- Beatrice Cenci, regia di Baldassarre Negroni (1927)
- Treno popolare, regia di Raffaello Matarazzo (1933)
- Kiki, regia di Raffaello Matarazzo (1934)
- Amore, regia di Carlo Ludovico Bragaglia (1935)
- Porto, regia di Amleto Palermi (1935)
- L'albergo degli assenti, regia di Raffaello Matarazzo (1939)
- Fortuna, regia di Max Neufeld (1940)
- Odessa in fiamme, regia di Carmine Gallone (1942)
- Biraghin, regia di Carmine Gallone (1946)
- Gli uomini sono nemici, regia di Ettore Giannini (1948)
- Ultimo incontro, regia di Gianni Franciolini (1951)
- Otello (The Tragedy of Othello: The Moor of Venice), regia di Orson Welles (1951)
- La donna che inventò l'amore, regia di Ferruccio Cerio (1952)
- Donne proibite, regia di Giuseppe Amato (1953)
- Il cielo brucia, regia di Giuseppe Masini (1957)
- Addio per sempre, regia di Mario Costa (1957)